# 40mP
40mP（よんじゅうメートルピー、1986年2月4日 - ）は、日本のミュージシャン。インクストゥエンター所属。主に音声合成技術VOCALOIDを使った初音ミク、Megpoidといったソフトウェアをボーカルに用いた楽曲を発表している、いわゆるボカロP。代表曲は「からくりピエロ」「恋愛裁判」「トリノコシティ」など。シンガーソングライターとしてはイナメトオル名義。ニコニコ動画では組文字を使った40㍍P名義を使用していたが、現在は40mP名義に変更されている。YouTubeでは40meterP名義。岡山県岡山市出身。

## 概要
中学生時代にスタジオジブリの映画にのめりこんだ事をきっかけに、ジブリ作品の音楽を手がける久石譲に惹かれ独学で音楽を始め、高校時代にゆずの影響でインストだけでなく歌も作るようになる。
インディーズバンド向けの投稿サイトで活動した後、2008年の夏に、曲を聞いてもらえる場を求め、動画投稿サイトニコニコ動画にて初音ミクの体験版をボーカルにして作成した歌2曲を発表。初めは「ピアニカp」としていたが、2曲目に発表した「Melody in the sky」で使用された初音ミクのイラストが周囲の建物と比べて巨大に見えると視聴者に指摘されたことから、「40mP」と呼ばれるようになった。「Melody in the sky」はニコニコ動画で人気を集め、その後も会社勤めをしながら週末に曲を作り、ニコニコ動画で発表するようになった。
2010年5月にEXIT TUNESより、ニコニコ動画で発表した曲をまとめたアルバム『LIFE SIZE NOTE -40mP-』を発売しメジャーデビュー。2011年にはテレビアニメ「FAIRY TAIL」のオープニングテーマ曲「Evidence」（Daisy×Daisy）の作詞・作曲も手がけている。2012年から生演奏によるコンサート「虹色オーケストラ」をスタート。2013年には、「みんなのうた」に8月、9月のオンエア曲として、GUMIを使った「少年と魔法のロボット」が起用された。これは「みんなのうた」で史上初の人間以外の音声が流れたこととなる。
2015年4月、シンガーソングライター「イナメトオル」としての動画を公開。名前の由来は、自身の身長「1.7メートル」をもじったもの。

## ディスコグラフィ
最高位は、オリコンウィークリーチャート。

### 40mP名義

#### 同人
|              | 発売日         | タイトル                           | 補足                          |
| ------------ | -------------- | ---------------------------------- | ----------------------------- |
| 1stアルバム  | 2009年5月17日  | 39+1m                              | 廃盤                          |
| 2ndアルバム  | 2011年1月16日  | コタエアワセ                       |                               |
|              | 2011年10月30日 | Sugar                              | シャノとのコラボアルバム第1弾 |
| 3rdアルバム  | 2012年4月28日  | 幸福指数                           |                               |
|              | 2013年8月12日  | Caramel                            | シャノとのコラボアルバム第2弾 |
| 4thアルバム  | 2014年8月17日  | 41m                                |                               |
|              | 2015年1月31日  | Berry                              | シャノとのコラボアルバム第3弾 |
| ミニアルバム | 2015年8月16日  | だんだん早くなる                   |                               |
| 5thアルバム  | 2016年12月31日 | ショートストーリー                 |                               |
|              | 2017年8月18日  | Mint                               | シャノとのコラボアルバム第4弾 |
|              | 2018年12月31日 | アインシュタインが解けなかった問題 |                               |

### 配信限定シングル
| 発売日         | タイトル                                      |
| -------------- | --------------------------------------------- |
| 2013年11月27日 | 夢地図 (feat.GUMI)                            |
| 2013年11月27日 | シリョクケンサ (feat.GUMI)                    |
| 2013年11月27日 | キリトリセン (feat.GUMI)                      |
| 2013年12月11日 | キミボシ                                      |
| 2014年6月10日  | 恋愛裁判 (feat. 初音ミク)                     |
| 2014年8月13日  | ココロ*パレット (feat. GUMI)                  |
| 2015年2月5日   | Snow Fairy Story(オーケストラ ver.)           |
| 2015年2月25日  | だんだん早くなる (feat. 初音ミク)             |
| 2015年3月9日   | 感情泥棒 (feat. GUMI)                         |
| 2015年3月17日  | 感情泥棒 (ver.40mPが歌ってみた)               |
| 2015年4月1日   | だんだん高くなる (feat. 初音ミク)             |
| 2015年6月27日  | ガムシャラ☆グッデイ (feat. Hatsune Miku)      |
| 2016年4月3日   | 閉花宣言                                      |
| 2016年4月15日  | アイライアー                                  |
| 2016年7月15日  | 溜息の行方                                    |
| 2017年3月13日  | だんだん充たされる                            |
| 2017年4月21日  | ひとりぼっちのひとりごと                      |
| 2017年9月26日  | 運命決定論                                    |
| 2017年11月8日  | 悪役にキスシーンを                            |
| 2019年4月22日  | SHAKER                                        |
| 2020年8月31日  | Hatsune                                       |
| 2021年9月25日  | ツノ / うじたまい&40mP                        |
| 2021年10月27日 | 「何時何分地球が何回まわったら」              |
| 2022年3月23日  | 新人類 (feat. 蓮兎)                           |
| 2022年9月21日  | さよならノヴェル (feat. 綾瀬なりさ)           |
| 2022年11月30日 | レイラ / 40mP & Miri                          |
| 2023年7月22日  | 星を繋ぐ feat.初音ミク / 40mP×一二三(12340mP) |

### 楽曲提供・参加作品

#### CD
- 『EXIT TUNES PRESENTS 神曲を歌ってみた』（EXIT TUNES、2009年10月7日発売）
  - ネット上で人気の歌い手たちによる楽曲を収録したコンピレーション・アルバム。「Step to you」を提供。歌い手は実谷ななとリツカ。
- 『EXIT TUNES PRESENTS Supernova』（EXIT TUNES、2009年12月2日発売） 
  - ネットで人気のミュージシャンの楽曲を収録したコンピレーション・アルバム。「キミボシ」を提供。
- 『EXIT TUNES PRESENTS STARDOM 3』（EXIT TUNES、2010年2月3日発売）
  - ネットで人気のミュージシャンの楽曲を収録したコンピレーション・アルバム。「Step to you」を提供。
- 『EXIT TUNES PRESENTS Supernova 2』（EXIT TUNES、2010年3月3日発売）
  - ネットで人気のミュージシャンの楽曲を収録したコンピレーション・アルバム。「ジェンガ」を提供。
- 『VL-SCRAMBLE』（キングレコード、2010年3月24日発売）
  - VOCALOIDを用いた楽曲を収録したコンピレーション・アルバム。「三日月ライダー」を提供。
- 『EXIT TUNES PRESENTS SUPER PRODUCERS BEAT MIXED BY Ryu☆』（EXIT TUNES、2010年4月7日発売）
  - Ryu☆（中原龍太郎）によるリミックスアルバム。「キミボシ (B. U. S Remix)」を収録。
- 『EXIT TUNES PRESENTS イケメンボイスパラダイス』（EXIT TUNES、2010年6月16日発売） 
  - ネット上で人気の歌い手たちによる楽曲を収録したコンピレーション・アルバム。「ジェンガ」を提供。歌い手はあにま。
- 『enhAnce』（ティームエンタテインメント、2010年7月7日発売）
  - PointFive(.5)のアルバム。「デッサン」、「星の子守唄」の作詞・作曲を担当。
- 『EXIT TUNES PRESENTS Supernova 3』（EXIT TUNES、2010年7月7日発売）
  - ネットで人気のミュージシャンの楽曲を収録したコンピレーション・アルバム。「フタリボシ」を提供。
- 『初音ミク -Project DIVA- 2nd NONSTOP MIX COLLECTION』（ソニー・ミュージックダイレクト、2010年7月28日発売）
  - PlayStation Portable用ゲームソフト『初音ミク -Project DIVA- 2nd』の公式コンピレーションアルバム。ゲームに提供した「巨大少女」のリミックスを収録。
- 『EXIT TUNES PRESENTS Vocaloanthems feat.初音ミク』（EXIT TUNES、2010年9月15日発売）
  - EXIT TUNESボカロコンピシリーズの5作目。1640mP名義で「タイムマシン」を提供。
- 『VOCALOID LOVESONGS Girls Side』（MOER、2010年9月22日発売） 
  - VOCALOIDを用いた楽曲を収録したコンピレーション・アルバム。「ジェンガ」を提供。
- 『EXIT TUNES PRESENTS Vocalonexus feat.初音ミク』（EXIT TUNES、2011年1月19日発売）
  - EXIT TUNESボカロコンピシリーズの6作目。「トリノコシティ」を提供。
- 『LINK / RING』（avex trax、2011年3月9日発売）
  - うさのアルバム。「ジェンガ」を提供。
- 『EXIT TUNES PRESENTS 神曲を歌ってみた 4』（EXIT TUNES、2011年3月16日発売）
  - ネット上で人気の歌い手たちによる楽曲を収録したコンピレーション・アルバム。鋼兵による「妄想スケッチ」、シャノによる「夏恋花火」を収録。
- 「防衛本脳/Evidence」（ポニーキャニオン、2011年4月20日発売）
  - Daisy×Daisyのシングル。「Evidence」のプロデュースを担当。テレビアニメ「FAIRY TAIL」のオープニングテーマ曲。
- 『Exp.』（EXIT TUNES、2011年4月29日発売）
  - Mayumi Morinagaのシングル。「三日月ライダー」を提供。
- 『EXIT TUNES PRESENTS Supernova 5』（EXIT TUNES、2011年4月29日発売）
  - ネットで人気のミュージシャンの楽曲を収録したコンピレーション・アルバム。「夢地図」を提供。
- 『EXIT TUNES PRESENTS 10代うたってみたライブ!BEST』（EXIT TUNES、2011年5月18日発売） 
  - ネット上で人気の歌い手たちによる楽曲を収録したコンピレーション・アルバム。「トリノコシティ」を提供。歌い手は雨色。
- 『VOCALOID BEST from ニコニコ動画 (あか)』（ソニー・ミュージックダイレクト、2011年6月22日発売）
  - ニコニコ動画でVOCALOIDを用いて発表された曲を集めたベストアルバム。1640mP名義で「タイムマシン」を提供。
- 『EXIT TUNES PRESENTS Vocalonation feat.初音ミク』（EXIT TUNES、2011年7月6日発売）
  - EXIT TUNESボカロコンピシリーズの7作目。「妄想スケッチ」を提供。
- 『V.I.P Append(Marasy plays Vocaloid Instrumental on Piano)』（ドワンゴ・ミュージックエンタテインメント、2011年7月27日発売）
  - marasyのピアノソロアルバム。「ジェンガ」を提供。
- 「キミリフレクション」（ティームエンタテインメント、2011年8月31日発売） 
  - PointFive(.5)のシングル。「フタリボシ」を提供。
- 「EXTRA Whipping Cream」（EXIT TUNES、2011年9月7日発売） 
  - Mayumi Morinagaのシングル。「Delta」を提供。
- 『EXIT TUNES PRESENTS GUMitive from Megpoid』（EXIT TUNES、2011年9月7日発売） 
  - Megpoidを用いた楽曲を収録したコンピレーション・アルバム。「キリトリセン」を提供。
- 『EXIT TUNES PRESENTS 神曲を歌ってみた 5』（EXIT TUNES、2011年9月7日発売） 
  - ネット上で人気の歌い手たちによる楽曲を収録したコンピレーション・アルバム。「からくりピエロ」と1640mP名義の「タイムマシン」を提供。歌い手はぐるたみん、リツカ。
- 『EXIT TUNES PRESENTS Supernova 6』（EXIT TUNES、2011年9月21日発売）
  - ネットで人気のミュージシャンの楽曲を収録したコンピレーション・アルバム。「シリョクケンサ」を提供。
- 『EXIT TUNES PRESENTS Vocalocluster feat.初音ミク』（EXIT TUNES、2011年10月21日発売）
  - EXIT TUNESボカロコンピシリーズの8作目。1640mP名義で「未来線」を提供。
- 『ドウシンエン』（ティームエンタテインメント、2011年10月21日発売） 
  - PointFive(.5)のアルバム。「フタリボシ」を提供。
- 「永久のキズナ feat. Another Infinity」（ポニーキャニオン、2011年10月21日発売） 
  - Daisy×Daisyのシングル。「ナイトメア」の作曲を担当。1640mP名義で作詞は164が担当。
- 『Glorious World』（EXIT TUNES、2011年11月2日発売） 
  - 蝶々Pのオリジナルアルバム。40mPによる「はちみつハニー」のリミックス「はちみつハニー (40m/s REMIX)」を収録。
- 『EXIT TUNES PRESENTS ろん BEST -ひっしに歌ってみた編-』（EXIT TUNES、2011年11月2日発売） 
  - ろんのアルバム。「トリノコシティ」を提供。
- 『Daisy×Daisy』（ポニーキャニオン、2011年11月16日発売） 
  - Daisy×Daisyのアルバム。シングル「防衛本脳/Evidence」より「Evidence」を、「永久のキズナ feat. Another Infinity」より1640mP名義の「ナイトメア」を収録。
- 『voices in a bottle〜海を越え届いた歌声〜』（dmARTS、2011年11月23日発売） 
  - ニコニコ動画で活躍する韓国在住の歌い手によるボーカル曲を集めたアルバム。「トリコノコシティ」を提供。
- 『アコミク with VOCALOIDS』（BALLOOM、2011年11月30日発売）
  - 初音ミクのライブイベント「ミクの日感謝祭」「MIKUNOPOLIS in Los Angeles」での演奏を務めた安部潤の率いるThe 39sの演奏による、VOCALOID楽曲のアコースティックアレンジを収録したアルバム。「君の手、僕の手」を提供。
- 「ゴーストレディオ」（ティームエンタテインメント、2011年12月7日発売） 
  - あさまっくのシングル。「からくりピエロ」を提供。
- 『EXIT TUNES PRESENTS 10代うたってみたライブ!BEST 2』（EXIT TUNES、2011年12月21日発売） 
  - ネット上で人気の歌い手たちによる楽曲を収録したコンピレーション・アルバム。ココルの歌う「からくりピエロ」、なゆごろうの歌う「夢地図」を収録。
- 『アコミク with VOCALISTS』（BALLOOM、2011年12月28日発売）
  - The 39sの演奏による、VOCALOID楽曲のアコースティックアレンジの「歌ってみた」版を収録したアルバム。「君の手、僕の手」を提供。歌い手は謎の人物K。
- 『EXIT TUNES PRESENTS Vocalodream feat.初音ミク』（EXIT TUNES、2012年1月18日発売） 
  - VOCALOIDを用いた楽曲を収録したコンピレーション・アルバム。「パラメタ」を提供。
- 「天ノ弱」（EXIT TUNES、2012年2月1日発売） 
  - Mayumi Morinagaのシングル。「シリョクケンサ」を提供。
- 『YES』（dmARTS、2012年2月22日発売） 
  - vip店長のアルバム。「キリトリセン」を提供。
- 『Stand by ×××』（ティームエンタテインメント、2012年3月14日発売） 
  - あさまっくのアルバム。「からくりピエロ」を提供。
- 『歌い手コンセプトアルバム 【艶】adeyaka』（フロンティアワークス、2012年3月21日発売） 
  - 動画サイトなどの有名曲をアレンジ、カバーしたアルバム。Dixie Flatlineのアレンジによるてんの歌う「トリノコシティ」を収録。
- 『実谷ななゴールデンベスト-ボカロ曲を歌ってみた-』（avex trax、2012年3月21日発売）
  - 実谷ななのアルバム。「妄想スケッチ」を提供。
- 『EXIT TUNES PRESENTS イケメンボイスパラダイス 4』（EXIT TUNES、2012年5月2日発売） 
  - ネット上で人気の歌い手たちによる楽曲を収録したコンピレーション・アルバム。「妄想スケッチ」を提供。歌い手はゆとたみん（ゆう十×ぐるたみん）。
- 『TwinTail・TwinGuiter』（Royal Records、2012年5月9日発売） 
  - 海賊王×[TEST]によるアレンジカバーアルバム。作詞を担当した「未来線」を提供。
- 『EXIT TUNES PRESENTS Megurhythm feat.巡音ルカ』（EXIT TUNES、2012年7月18日発売） 
  - 巡音ルカを用いた楽曲を収録したコンピレーション・アルバム。ギガPとの共作で「からくりピエロ」を提供。
- 『初音ミク 5thバースデー ベスト〜impacts〜』（BinAryMixxREcords、2012年8月1日発売）
  - 初音ミク発売5周年を記念したコンピレーション・アルバム。「トリノコシティ」を提供。また、「39」ではキーボードとして参加。
- 『初音ミク 5thバースデー ベスト〜memories〜』（SOULTAG、2012年8月1日発売）
  - 初音ミク発売5周年を記念したコンピレーション・アルバム。「39」でキーボードとして参加。
- 『EXIT TUNES PRESENTS Vocaloconnection feat.初音ミク』（EXIT TUNES、2012年8月1日発売）
  - EXIT TUNESボカロコンピシリーズの10作目。書き下ろし曲「ハートブレイク・ヘッドライン」を提供。
- 『EXIT TUNES PRESENTS 神曲を歌ってみた 6』（EXIT TUNES、2012年8月15日発売） 
  - ネット上で人気の歌い手たちによる楽曲を収録したコンピレーション・アルバム。「夢地図」を提供。歌い手はENE。
- 『EXIT TUNES PRESENTS GUMing from Megpoid』（EXIT TUNES、2012年9月5日発売） 
  - Megpoidを用いた楽曲を収録したコンピレーション・アルバム。「春に一番近い街」を提供。
- 『BabyPod 〜VocaloidP × 歌い手 collaboration collection〜』（日本クラウン、2012年9月26日発売）
  - VOCALOIDを用いた楽曲のカバーを収録したコンピレーション・アルバム。「からくりピエロ」を提供。
- 『Princess for Princess』（FARM RECORDS、2012年10月3日発売） 
  - ネット上で人気の女性の歌い手たちが「イケメンボイス」で歌った楽曲を収録したコンピレーション・アルバム。「パラメタ」を提供。歌い手は96猫。
- 『有形世界リコンストラクション』（ポニーキャニオン、2012年10月17日発売）
  - 有形ランペイジのアルバム。「トリノコシティ」を提供。
- 『V-box』（dmARTS、2012年10月31日発売） 
  - まらしぃのピアノアルバム。「からくりピエロ」を提供。
- 『VOCAROCK collection 4 feat. 初音ミク』（FARM RECORDS、2012年11月28日発売）  
  - VOCALOIDを用いたロックの楽曲を収録したコンピレーション・アルバム。1640mP名義での新バージョンの「トリノコシティ」を提供。
- 『POP★sTAR the VOCALOID』（VOCALOID RECORDS、2012年12月19日発売）  
  - VOCALOIDを用いたポップスを収録したコンピレーション・アルバム。「ヤクソクの種」を提供。
- 『EXIT TUNES PRESENTS Vocalosensation feat.初音ミク』（EXIT TUNES、2013年2月20日発売） 
  - EXIT TUNESボカロコンピシリーズの11作目。「純情スカート」を提供。
- 『初音ミク -Project DIVA- F Complete Collection』（ソニー・ミュージックダイレクト、2013年3月6日発売） 
  - ゲームソフト『初音ミク -Project DIVA- F』の公式コンピレーションアルバム。ゲームに提供した「トリノコシティ」、1640mP名義の「タイムマシン」を収録。
- 『アイリス』（dmARTS、2013年3月27日発売） 
  - 96猫のピアノアルバム。「ドレミファロンド」を提供。
- 『VOCAROCK collection 歌ってみた』（FARM RECORDS、2013年4月24日発売）  
  - VOCALOIDを用いたロックの楽曲のカバーを収録したコンピレーション・アルバム。1640mP名義の「トリノコシティ」を提供。
- 『青春ボカロ starring GUMI, Lily』（avex tune、2013年6月19日発売）  
  - VOCALOIDを用いた「青春」系コンピレーション・アルバム。書き下ろし曲の「気まぐれSOS！」を提供。
- 『one』（ジェネオン・ユニバーサル、2013年7月24日発売）  
  - Geroのデビューアルバム。書き下ろし曲の「心化論」を提供。編曲は40mPならびに黒須克彦。
- 『PASSING DAYS』（ファミリーマート、2013年9月3日発売）  
  - ミク LOVES ファミマ♪キャンペーン 2ndとしてリリースされるCD。DECO*27との共作である「HOME」を提供。
- 『BLURRY』（EXIT TUNES、2013年9月4日発売）  
  - 164のアルバム。1640mP名義の「トリノコシティ」を収録。
- 『VOCALOID 超BEST -memories-』（ソニー・ミュージックダイレクト、2013年10月2日発売）
  - ニコニコ動画でVOCALOIDを用いて発表された曲を集めたベストアルバム。「キリトリセン」を提供。
- 『VOCALOID 超BEST -impacts-』（ドワンゴ・ユーザーエンタテインメント、2013年10月2日発売）
  - ニコニコ動画でVOCALOIDを用いて発表された曲を集めたベストアルバム。「からくりピエロ」を提供。
- 『V love 25〜Hearts〜』（BinaryMixx Records、2013年10月23日発売）
  - VOCALOIDの曲を集めたコンセプトアルバム。「トリノコシティ」を提供。
- 『EXIT TUNES PRESENTS Vocalofuture feat. 初音ミク』（EXIT TUNES、2013年11月6日発売） 
  - EXIT TUNESボカロコンピシリーズの12作目。「Rewind」を提供。
- 『Ambitious Voice』（ティームエンタテインメント、2013年11月13日発売） 
  - ヲタみんのアルバム。「私が髪を切った理由」を提供。
- 『初音ミク Project DIVA Arcade Original Song Collection Vol.3』（ドワンゴ・ユーザーエンタテインメント、2013年12月18日発売） 
  - アーケードゲーム「初音ミク Project DIVA Arcade」のコンピレーション・アルバム。「妄想スケッチ」を提供。
- 『EXIT TUNES PRESENTS イケメンボイスパラダイス 7』（EXIT TUNES、2013年12月18日発売） 
  - ネット上で人気の歌い手たちによる楽曲を収録したコンピレーション・アルバム。1640mP名義の「未来線」を提供。歌い手はCool武士。
- 『Re:alize』（EXIT TUNES、2014年1月1日発売） 
  - りょーくんのアルバム。「シリョクケンサ」を提供。
- 『Riboot』（ビクターエンタテインメント、2014年1月8日発売） 
  - りぶのアルバム。書き下ろし曲の「トビウオの夢」を提供。
- 『一意専心』（トイズファクトリー、2014年1月22日発売） 
  - 伊東歌詞太郎のアルバム。書き下ろし曲の「空想ダイス」を提供。
- 『MIKU-MIXTURE』（UMAA、2014年2月19日発売） 
  - VOCALOIDクリエイター同士の共作による楽曲を収録したコンセプトアルバム。DECO*27との共作による「HOME」を提供。
- 『WHICH』（due、2014年2月26日発売） 
  - 96猫のアルバム。「シリョクケンサ」と、書き下ろし曲の「心傷モノクローム」を提供。
- 『EXIT TUNES PRESENTS STAGES』（EXIT TUNES、2014年3月5日発売） 
  - ネット上で人気の歌い手たちによる楽曲を収録したコンピレーション・アルバム。「ジェンガ」を提供。歌い手はすぃ。
- 『メッセージ - feat. 40mP』（ポニーキャニオン、2014年4月16日発売）
  - 歌ウタコの配信限定シングル
- 『ボカロックコレクション歌ってみた2』（FARM RECORDS、2014年4月30日発売） 
  - VOCALOIDによるロックのカバーを収録したコンピレーション・アルバム。「シリョクケンサ」を提供。歌い手はコゲ犬。
- 『夜更けにレコグと宙に舞う』（EXIT TUNES、2014年5月21日発売） 
  - recogのアルバム。1640mP名義の「タイムマシン」を提供。
- 『V love 25〜Imagination〜』（BinaryMixx Records、2014年5月21日発売）
  - VOCALOIDの曲を集めたコンセプトアルバム。「心傷モノクローム」を提供。
- 『Memories of GUMI 2009-2013 feat. Megpoid < 上巻 >』（SPUTONIC、2014年6月26日発売）
  - Megpoid発売5周年を記念したベストアルバム。「夢地図」を提供。
- 『Memories of GUMI 2009-2013 feat. Megpoid < 下巻 >』（SPUTONIC、2014年6月26日発売）
  - Megpoid発売5周年を記念したベストアルバム。「キリトリセン」を提供。
- 『くぁwせdrftgyふじこlp;@:「どうも、__(アンダーバー)です。」(仮)』（Subcul-rise Record、2014年7月2日発売） 
  - __(アンダーバー)のアルバム。「ラブモノガタリ」の作曲・編曲を担当。
- 『EXIT TUNES PRESENTS 半熟少女 hanjyuku girls』（EXIT TUNES、2014年8月20日発売） 
  - 女性声優によるVOCALID曲のカバーを収録したアルバム。「シリョクケンサ」を提供。声優はM・A・O。
- 『初音ミク Thank you 1826 Days〜SEGA feat. HATSUNE MIKU Project 5th Anniversary Selection〜』（ソニー・ミュージックレーベルズ、2014年9月17日発売） 
  - 「初音ミク×セガ」プロジェクト、5周年記念公式アルバム。「巨大少女」を提供。
- 『Re:alize Live Tour 2014』（EXIT TUNES、2014年9月17日発売） 
  - りょーくんのアルバム。「シリョクケンサ」を提供。
- 『Download feat.初音ミク』（ビクターエンタテインメント、2014年12月10日発売） 
  - 初音ミクと歌い手をテーマとした2枚同時発売コンピレーションアルバムの初音ミク版。「恋愛裁判」を提供。
- 『Upload feat.Vocalist』（ビクターエンタテインメント、2014年12月10日発売） 
  - 初音ミクと歌い手をテーマとした2枚同時発売コンピレーションアルバムの歌い手版。「恋愛裁判」を提供。歌い手はそらる。
- 『フィルライト』（Subcul-rise Record、2015年1月7日発売） 
  - 夏代孝明のアルバム。「恋愛裁判」を提供、書下ろし曲「雨音ノイズ」を担当。
- 『松下が二次元に恋をする15の理由』（EXIT TUNES、2015年1月25日発売） 
  - 松下のアルバム。「恋愛裁判」を提供。
- 『EXIT TUNES PRESENTS 半熟少女2』（EXIT TUNES、2015年2月4日発売） 
  - 女性声優によるVOCALID曲のカバーを収録したアルバム。「からくりピエロ」と、1640mP名義の「タイムマシン」・「未来線」を提供。声優はそれぞれ洲崎綾、松井恵理子、M・A・O。
- 『ACTORS - Extra Edition 5 -feat.鷹翌、竜之介、鯆澄、一兎』（EXIT TUNES、2015年2月4日発売） 
  - 男性声優とVOCALOID曲のコラボレーションのアルバム。「恋愛裁判」を提供。声優は鳥海浩輔。
- 『EXIT TUNES PRESENTS THE BEST OF GUMI from Megpoid』（EXIT TUNES、2015年2月4日発売） 
  - Megpoidを用いた楽曲を集めたベストアルバム。「シリョクケンサ」を提供。
- 『singing Rib』（ビクターエンタテインメント、2015年1月25日発売） 
  - りぶのアルバム。「恋愛裁判」を提供。
- 『LOGISTIC FUNCTION』（Subcul-rise Record、2015年1月25日発売） 
  - logical emotionのインストカバーアルバム。「からくりピエロ」を提供。
- 『Re:set -The Best of Ryo-kun-』（EXIT TUNES、2015年3月4日発売） 
  - りょーくんのアルバム。「シリョクケンサ」を提供。
- 『EXIT TUNES PRESENTS Vocalofantasy feat.初音ミク』（EXIT TUNES、2015年3月4日発売） 
  - EXIT TUNESボカロコンピシリーズの14作目。「恋愛裁判」を提供。
- 『二律背反』（トイズファクトリー、2015年4月8日発売） 
  - 伊東歌詞太郎のアルバム。「夢地図」と、書き下ろし曲の「Replica」を提供。
- 『EXIT TUNES PRESENTS Vocalofantasy feat.初音ミク』（EXIT TUNES、2014年6月3日発売）
  - EXIT TUNESボカロコンピシリーズ。「トリノコシティ」、「純情スカート」を提供。
- 『EXIT TUNES PRESENTS START』（EXIT TUNES、2014年6月3日発売） 
  - ネット上で人気の歌い手たちによる楽曲を収録したコンピレーション・アルバム。「恋愛裁判」を提供。歌い手はいかさん。
- 『イトシコイシ君恋シ』 (ユニバーサルシグマ、2015年3月4日)
  - イケメン女子グループTHE HOOPERSの1stシングル。「からくりピエロ」を提供。
- 『EXIT TUNES PRESENTS Vocalofantasy feat.初音ミク』（EXIT TUNES、2015年6月4日発売） 
  - EXIT TUNESボカロコンピシリーズの14作目。「恋愛裁判」を提供。
- 『ACTORS - Songs Collection -』（EXIT TUNES、2015年9月16日発売） 
  - 男性声優とVOCALOID曲のコラボレーションのアルバム。「シリョクケンサ」を提供。声優は置鮎龍太郎。
- 『YURiCa/花たん/Flower Rail』（Subcul-rise Record、2015年10月21日発売） 
  - 花たんのアルバム。書き下ろし曲「極夜街」を提供。
- 『Reunite / clear』（EXIT TUNES、2015年10月21日発売） 
  - clearのアルバム。1640mP名義の「タイムマシン」を提供。
- 『『スタミュ』ミュージカルソングシリーズ-☆SHOW-TIME-3☆天花寺-月皇海斗』（NBCユニバーサル・エンターテイメントジャパン、2015年10月21日発売） 
  - アニメ「スタミュ」のキャラクターソング集。月皇海斗（CV:ランズベリー・アーサー）のキャラクターソング、「Limited sky」を提供。
- 『SHAMROCK』 (ユニバーサルシグマ、2017年8月9日)
  - THE HOOPERSのシングル。カップリング曲の「ユラメクホノオ」の作詞作曲を担当。
- 『どうぶつ!よーいドン!』(ビクターエンターテインメント、2018年10月4日発売予定)
  - ニコニコ生放送での番組「けものフレンズ presents どうぶつ図鑑2」に出演している田村響華と築田行子で結成した「ちく☆たむ」のファーストシングル。「どうぶつ!よーいドン!」を提供。
- 『未来図/葉月さき』（ベストチャンネル、2021年9月22日発売）
  - エフエムさがみ「うかんむり」エンディングテーマ　葉月さきのダウンロード販売楽曲の作曲編曲を担当。
- 『あの子になりたい feat. 40mP / 山之内すず』（HIAN、2022年4月20日発売）
  - 1 PICTURE 1 STORYの配信限定シングル

#### ゲーム
- 『初音ミク -Project DIVA- 2nd』（セガ、2010年7月29日発売）
  - PlayStation Portable用リズムアクションゲーム『初音ミク -Project DIVA-』の第2弾で、ゲーム内でプレイできる曲として「巨大少女」を提供。
- 『初音ミク and Future Stars Project mirai』（セガ、2012年3月8日発売）
  - ゲーム内でプレイできる楽曲として「妄想スケッチ」を提供。鏡音リン歌唱版のマニピュレートはシグナルPが担当。
- 『初音ミク -Project DIVA- f』（セガ、2012年8月30日発売）
  - ゲーム内でプレイできる楽曲として「トリノコシティ」を提供。
- 『初音ミク -Project DIVA- F』（セガ、2013年3月7日発売）
  - ゲーム内でプレイできる楽曲として「トリノコシティ」、1640mP名義の「タイムマシン」を提供。
- 『初音ミク and Future Stars Project mirai 2』（セガ、2013年11月28日発売）
  - ゲーム内でプレイできる楽曲として「ドレミファロンド」を提供。
- 『大合奏！バンドブラザーズP』（任天堂、2013年11月14日発売）
  - ゲーム内でプレイできる楽曲として「Warning!」を提供
- 『Tokyo 7th シスターズ』
  - Ci+LUS「Don! Kan! Boy」作詞作曲編曲

#### ミュージックビデオ
- 『初音ミクVision』（ポニーキャニオン、2011年7月20日発売）
  - VOCALOID関連作品のPV集。マクーによる「Step to you」のPVを収録。
- 『Vocalo Vision feat.初音ミク』（ポニーキャニオン、2011年12月21日発売）
  - VOCALOID関連作品のPV集。レンリツ方程式による「からくりピエロ」のPVを収録。

#### 漫画・小説
- 『シリョクケンサ』(アスキー・メディアワークス)
  - ストーリー構成シャノ、作画たまによる楽曲「シリョクケンサ」を元にした漫画。全3巻。
- 『シリョクケンサ ―僕が歩んできた道―』(アスキー・メディアワークス、2015年2月13日発売)
  - シャノによる楽曲「シリョクケンサ」を元にした小説。漫画『シリョクケンサ』前章にあたる。
- 『この美術部には問題がある!』(KADOKAWA、作：いむぎむる)
  - PVに使用されたコラボ楽曲として「ココロ＊パレット」を提供。

#### アニメ
- スタミュ
  - 月皇海斗（CV:ランズベリー・アーサー）のキャラクターソング、「Limited sky」を提供。
  - 揚羽陸（CV:島﨑信長）、蜂矢聡（CV:高梨謙吾）、北原廉（CV:梅原裕一郎）、南條聖（CV:武内駿輔）のキャラクターソング、「Storytellers」を提供（作曲・編曲）。
- この美術部には問題がある!
  - 第5話に「青空キャンバス」を挿入曲として提供。
  - 第11話に挿入曲として、第12話にエンディングテーマとして「ココロ＊パレット」を提供。
- けものフレンズ
  - 『ドラマ&キャラクターソングアルバム「Japari Café」』収録の「きみのままで」を提供（作編曲）。
  - 『キャラクターソングアルバム「Japari Café2」』に「ドレミファロンド」を提供。アニメ向けに歌詞に多少のアレンジを加えた。
- スロウスタート
  - エンディングテーマとして「風の声を聴きながら」を提供（作詞・作曲・編曲）。歌は三月のパンタシア。
- 暴食のベルセルク
  - エンディングテーマとして「青の原石」を提供（作詞）。歌はEverdreaM。
- 夜のクラゲは泳げない
  - エンディングテーマとして「1日は25時間。」を提供（作詞・作曲・編曲）。歌はツルシマアンナ。
  - 挿入歌として「カラフルムーンライト（ギターアレンジver.）」を提供（作詞）。歌はJELEE。
  - 挿入歌として「カラフルムーンライト」を提供（作詞）。歌は上坂すみれ。
- ブルーアーカイブ The Animation
  - 劇伴音楽担当およびオープニングテーマとして「青春のアーカイブ」を提供（作詞・作曲・編曲）。歌はホシノ（CV：花守ゆみり）、シロコ（CV：小倉唯）、ノノミ（CV：三浦千幸）、セリカ（CV：大橋彩香）、アヤネ（CV：原田彩楓）。

#### その他
- 『ダイヤモンド』（2013年3月26日公開)
  - YouTuber赤髪のとものオリジナル楽曲。作曲を担当。
- 『リアルスマイル』 (2018年8月15日公開)
  - YouTuber赤髪のとものオリジナル楽曲。作曲を担当。
- 『夢で描けば』(2020年10月15日公開)
  - 学校法人角川ドワンゴ学園 S高等学校校歌
- 『千載一遇 SCIENCE』（2022年初演・2023年再演）
  - 舞台「「Dr.STONE」THE STAGE～SCIENCE WORLD～」の主題歌。作詞・作曲を担当[11]。
- 『いろはすてっぷ！』(2022年11月30日公開)
- VTuber風真いろはのオリジナル楽曲。作詞・作曲・編曲を担当。
- 『スプリング★ミラクルモード』（2023年2月22日）
  - 進研ゼミ小学講座とのコラボ楽曲
- 『ノルカソルカ』（2023年2月28日）
  - 望月琉叶のオリジナル曲
- 『君が眠る前に (Prod. by 40mP)』（2023年3月20日～）
  - ドラマ「マクラコトバ」の主題歌

## 主なライブ
- 2012年05月06日 - EXIT TUNES ACADEMY -EXIT TUNES 10th ANNIVERSARY SPECIAL-
- 2012年10月27日 - 虹色オーケストラ
- 2013年04月07日 - EXIT TUNES ACADEMY -EXIT TUNES 11th ANNIVERSARY SPECIAL-
- 2013年05月11日 - 虹色オーケストラ2013
- 2013年12月29日 - 虹色オーケストラ
- 2014年03月01日 - 虹色オーケストラ
- 2014年12月27日 - 虹色オーケストラ
- 2015年09月20日・22日・23日・26日 - イナメがトオル。
- 2016年09月09日 - 初音ミク「マジカルミライ 2016」オープニングライブ in 企画展特設ステージ
- 2017年04月08日 - 164 1st Oneman Live『Sevenly』